# Josef Langmiler
Josef Langmiler (12. dubna 1923 Želeč u Tábora – 8. srpna 2006 Praha) byl český herec.

## Život
Josef Langmiler po absolutoriu pražské konzervatoře v roce 1948 hrál v různých mimopražských divadlech (Zlín 1948–1954, Brno 1954–1955, Ostrava 1955–1960).
Od roku 1960 až do roku 1986 působil jako herec pražského Divadla E . F. Buriana. Měl velmi kultivovaný, specificky zabarvený a melodický hlas, který ho spolu s vyšší postavou předurčoval zejména pro divadelní postavy milovníků, intelektuálů, ale také velké charakterní role dramatického i veseloherního repertoáru.
Také ve filmu a v televizi ztvárnil poměrně dost rolí, zejména v kriminálních a detektivních filmech, zde ovšem dost často hrál záporné nebo nepříliš sympatické postavy.
Po celou dobu své profesní kariéry spolupracoval s rozhlasem, byl rovněž uznávaným dabingovým hercem. V roce 2000 obdržel Cenu Františka Filipovského za celoživotní mistrovství v dabingu.

## Filmografie (výběr)
- 1949 Velká příležitost – role: důstojník SS
- 1960 Dařbuján a Pandrhola – role: pomocník u krupaře
- 1960 Pětikoruna (krátký film) – role: elektromontér
- 1966 Smrt za oponou – role: dirigent Krejčí
- 1967 Znamení Raka – role: MUDr. Hahn
- 1970 Na kolejích čeká vrah – role: profesor MUDr. Urban
- 1971 Vražda v hotelu Excelsior – role: zpěvák ve vinárně
- 1973 Aféry mé ženy – role: kriminalista major Bušek
- 1973 Vysoká modrá zeď – role: mjr. Švestka
- 1974 Sokolovo – role: Zdeněk Fierlinger
- 1975 Holky z porcelánu – role: Arnošt Jarolím
- 1975 Akce v Istanbulu – role: agent Browder
- 1976 Smrt na černo – role: sekční šéf Jůzl
- 1977 Tichý Američan v Praze – role: americký kulturní atašé plk. Charles Barton
- 1977 Osvobození Prahy – role: Zdeněk Fierlinger
- 1977 Příběh lásky a cti – role: kanovník Štulc
- 1983 Hořký podzim s vůní manga – role: primář

## Televize (výběr)
- 1968 Andersenovy pohádky (seriál), 7. díl Těžká početní úloha – role: člen korunní rady
- 1970 Alexandr Dumas starší (seriál) – role: baron Isidore Justin Séverin Taylor
- 1971 Hostinec U koťátek (seriál) – role: zootechnik Pepík Malina
- 1971 Romeo a Julie na konci listopadu (TV film) – role: Evžen
- 1973 Jana Eyrová (minisérie)
- 1976 30 případů majora Zemana (seriál), 3. díl Loupež sladkého „i“ – role: Klouda
- 1977 Žena za pultem (seriál) – role: Jiří Holub, bývalý manžel Anny
- 1979 Inženýrská odysea (seriál) – role: technický náměstek
- 1979 30 případů majora Zemana (seriál), 22. díl Tatranské pastorále – role: režisér
- 1980 Okres na severu (seriál) – role: Marterer, člen OV KSČ
- 1982 Dynastie Nováků (seriál) – role: Dr. Petrák
- 1987 Poslední leč Alfonse Karáska (TV film) – role: Robert Kolenatý
- 1988 Chlapci a chlapi (seriál) – role: prokurátor
- 1991 Dlouhá míle (seriál) – role: místopředseda ÚV ČSTV
- 1992 Hříchy pro pátera Knoxe (seriál), 8.díl Podzimní romance – role: profesor Sally
- 1995 Život na zámku (seriál) – role: MUDr. Rybář

## Dabing (výběr)
- 1962 Pevnost na Rýně – role: francouzský seržant (Fred Düren)
- 1966 To je vražda, řekla… – role: doktor Paul Quimper (Arthur Kennedy)
- 1966 100 000 dolarů na slunci – role: Steiner (Reginald Kernan)
- 1968 Pahorek – role: doktor (Michael Redgrave)
- 1968 Četník v New Yorku – role: tlumočník (Francois Valorbe)
- 1968 Angelika, markýza andělů – role: Geoffrey de Peyrac (Robert Hossein)
- 1969 Dákové – role: císař Domicián (György Kovács)
- 1969 Nezkrotná Angelika – role: Geoffrey de Peyrac (Robert Hossein)
- 1970 Planeta opic – role: Taylor (Charlton Heston)
- 1970 Angelika a sultán – role: Geoffrey de Peyrac (Robert Hossein)
- 1972 Anatomie vraždy – role: seržant James Durgo (Ken Lynch)
- 1974 Inspektor Colombo, díl: Dáma na čekané – role: Peter Hamilton (Leslie Nielsen)
- 1975 Pošetilost mocných – role: Blas (Yves Montand)
- 1975 Kam se poděla sedmá rota – role: Tassin (Aldo Maccione)
- 1977 Návrat velkého blondýna – role: kapitán Cambrai (Michel Duchaussoy)
- 1982 Sudá a lichá – role: Řek (Luciano Catenacci)
- 1982 Četník a mimozemšťané – role: plukovník (Jacques François)
- 1983 Zlo pod sluncem – role: kapitán Kenneth Marshall (Denis Quilley)
- 1985 Stopa Růžového Pantera – role: Sir Charles Litton (David Niven)
- 1986 Sbohem buď, lásko má – role: detektiv poručík Nulty (John Ireland)
- 1987 Gallipoli – role: major Barton (Bill Hunter)
- 1994 Maigret a vzpurní svědkové – role: Barbarin (Philippe Lehembre)

### Televizní seriály
- 1979–1986 Doktor v domě – role: Dr. Towers (Peter Bayliss)
- 1982 Marco Polo – role: Benátský dóže (John Gielgud)